# Nikolai Grigorjewitsch Brujewitsch
Nikolai Grigorjewitsch Brujewitsch (russisch Николай Григорьевич Бруевич, *31. Oktoberjul. / 12. November 1896greg. in Moskau; † 5. Mai 1987 in ebenda) war ein russischer und sowjetischer Maschinenbauingenieur.

## Leben
Brujewitsch schloss sein Studium an der Universität Moskau 1923 ab. Danach studierte er bis 1930 am Moskauer Luftfahrtinstitut. Dem schloss sich ein Aufbaustudium an der Militärakademie der Luftstreitkräfte an. 1937 erhielt er den russischen Doktortitel (entspricht der Habilitation) und wurde im selben Jahr zum Professor an der Militärakademie der Luftstreitkräfte ernannt. Dort lehrte er bis 1961. Von 1940 bis 1941 war außerdem Direktor des Moskauer Luftfahrtinstituts. 1948 wurde er der erste Direktor des Instituts für Präzisionsmechanik und Rechentechnik (russisch Институт точной механики и вычислительной техники имени) der Akademie der Wissenschaften der UdSSR.
Brujewitsch leistete wichtige Beiträge zur technischen Mechanik, unter anderem zu konstruktiven Details von Flugmotoren, zur Zuverlässigkeit technischer Systeme und zur Anwendung der Rechentechnik in der angewandten Mechanik.
1939 wurde er korrespondierendes und 1942 Vollmitglied der Akademie der Wissenschaften der UdSSR. Von 1942 bis 1949 war er Sekretär der Akademie. 1944 wurde er zum Generalleutnant für den Bereich Luftfahrttechnik befördert. Von 1959 bis 1961 war er Mitglied des Verteidigungsrats der Sowjetunion.
Seit 1921 war er Mitglied der KPdSU. Er erhielt zahlreiche staatliche Auszeichnungen, darunter den Leninorden, den Rotbannerorden, den Orden des Roten Banners der Arbeit, den Orden des Vaterländischen Krieges und den Orden der Oktoberrevolution.
Er starb 1987 und wurde auf dem Moskauer Nowodewitschi-Friedhof beigesetzt.